# Lorenzo Nottolini
Lorenzo Nottolini (Segromigno, 6 maggio 1787 – Lucca, 12 settembre 1851) è stato un architetto e ingegnere italiano.

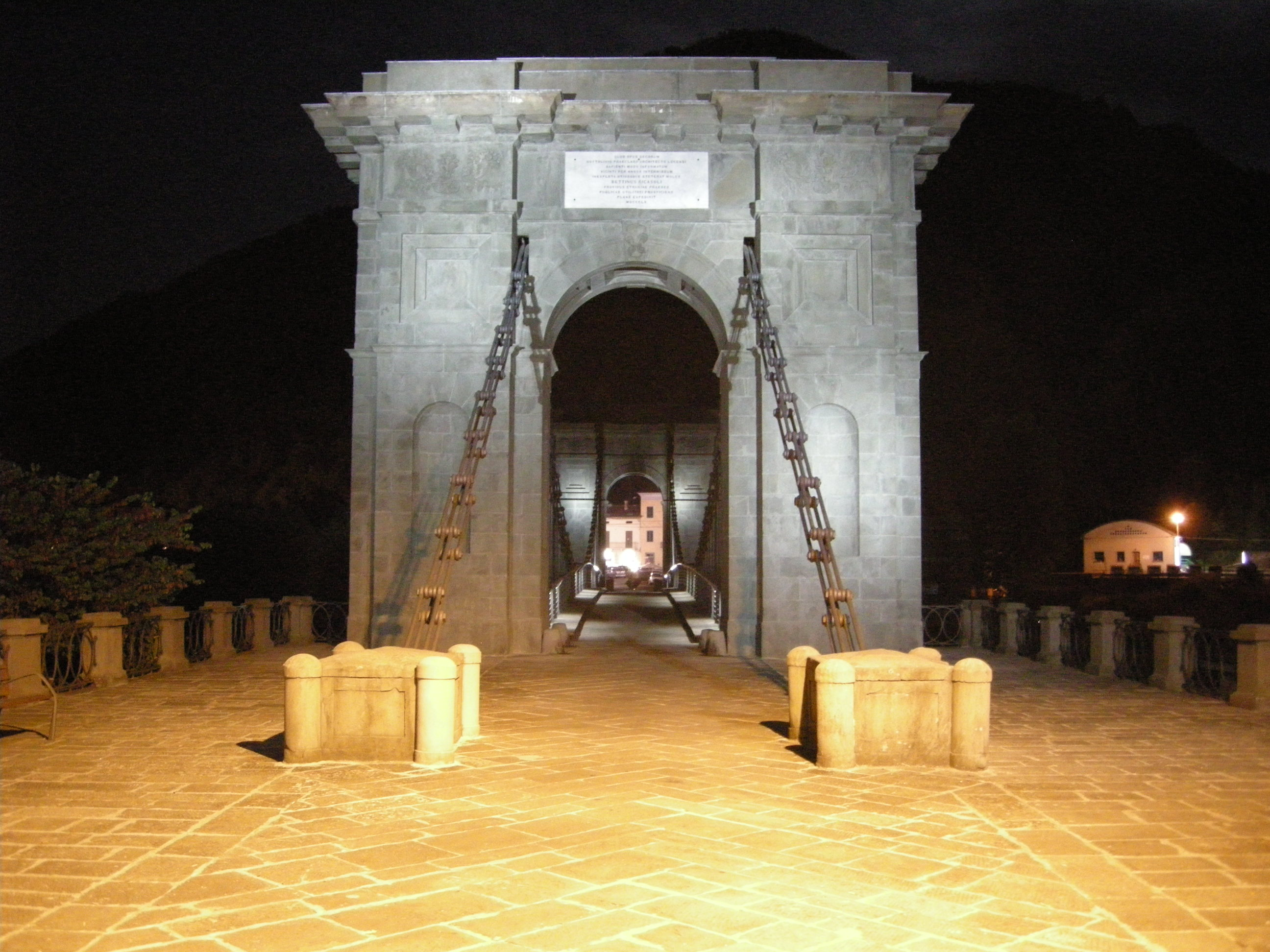
Il Ponte delle Catene, Bagni di Lucca

Attivo soprattutto a Lucca, è noto per i suoi lavori nel campo della regimazione idraulica. A lui si deve inoltre lo stato attuale della piazza dell'Anfiteatro, tra le più frequentate attrazioni turistiche di Lucca.

## Biografia

### Nascita e formazione
Nottolini nacque da Gian Domenico Nottolini e Maria Domenica Orsolini, il 6 maggio 1787, in una numerosa famiglia (sei figli) stabilitasi a Segromigno (Zone), oggi frazione di Capannori, quindi nel territorio delle cosiddette sei miglia allora amministrativamente parte integrante della città di Lucca. La circostanza di essere rimasto orfano di padre in età giovanile e di essersi quindi trasferito in città presso uno zio prete gli facilitò l'accesso al seminario arcivescovile, dove si interessò soprattutto agli studi tecnici. Al seminario si trovavano allora eccellenti maestri in queste discipline, e il giovane Nottolini si mise presto in luce. Nello stesso seminario tre dei cinque fratelli maturarono una vocazione sacerdotale, e l'unica sorella divenne in seguito monaca.
In seguito si iscrisse all'Università di Lucca, seguendo, nella facoltà fisico matematica, il corso per divenire agrimensore. Nel 1807 uno dei suoi maestri, Giovanni Lazzarini, era al servizio della allora Principessa di Lucca e Piombino, Elisa Baciocchi, sorella di Napoleone Bonaparte. Oberato di lavoro, richiese di poter assumere il ventenne Nottolini come assistente al cantiere della Villa Reale di Marlia. L'incarico durò diversi anni, fino al completamento dei lavori. Nel 1810 terminava gli studi ottenendo il diploma di agrimensore. Fu subito assunto nella pubblica amministrazione come assistente dell'ingegnere capo. Ma solo un anno dopo Nottolini otteneva una borsa di studio accordatagli dal Principe Felice Baciocchi. Poté così frequentare il corso di Architettura presso l'Accademia di belle arti di Firenze, dove conobbe Antonio Canova.
L'esperienza fiorentina non fu molto felice e il Nottolini decise di spostarsi a Roma presso l'Accademia di San Luca. Dal 1812 al 1817 fu quasi costantemente a Roma dove oltre allo studio dei monumenti, che informarono profondamente la sua visione neoclassica dell'architettura, poté fare conoscenze molto utili al proseguimento della carriera in quei tempi di grandi rivolgimenti. Tra l'altro ebbe modo di presentarsi a Maria Luisa di Borbone-Spagna per la quale progettò il rifacimento della facciata di un palazzo.
Maria Luisa di Borbone, in seguito al Congresso di Vienna, venne investita del titolo di Duchessa di Lucca e ritenne di nominare proprio il Nottolini Architetto Regio della Casa Reale e Corte (1818). Due anni dopo ricevette anche la nomina ad Ingegnere del Consiglio delle Acque, Strade e Macchie per il primo Dipartimento.

### Attività di architetto
Per circa trent'anni fu il principale architetto del Ducato di Lucca, realizzando numerosi lavori e rilevando e studiando capillarmente i problemi idraulici, maturando una notevole esperienza sul campo.

#### La Piazza dell'Anfiteatro
In città il suo lavoro più noto è lo svuotamento delle rovine dell'anfiteatro romano per la realizzazione di un mercato, oggi la Piazza dell'Anfiteatro o Piazza del Mercato. L'antico anfiteatro, nel corso dei secoli, era stato completamente invaso dalle costruzioni, anche nello spazio destinato all'arena (un esempio di questo tipo di reimpiego è ancora conservato a Firenze in Piazza de' Peruzzi). Grazie al lavoro di Nottolini, la piazza ellittica, con le case che ricalcano il giro delle fondazioni delle tribune, in riuscitissimo equilibrio fra la freddezza neoclassica dell'imitazione dell'antico e il fascino della rovina di ispirazione romantica, hanno fatto dell'Anfiteatro una delle mete più frequentate dal turismo.

#### L'Acquedotto

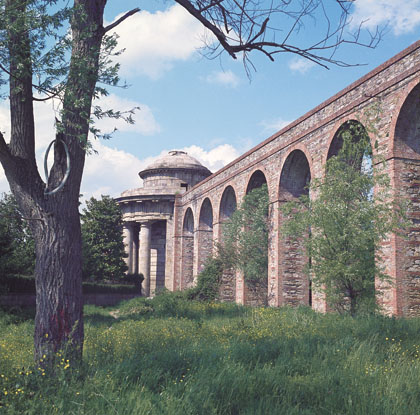
L'acquedotto Nottolini

Altra impresa di grande rilevanza è l'Acquedotto (1823 - 1851), opera ancora esistente nella sua monumentalità (anche se solo parzialmente funzionante), che portava all'interno della città di Lucca l'acqua dei Monti Pisani con condotte sospese su oltre 400 archi (alla maniera romana) per oltre tre chilometri. Il tratto sopraelevato è compreso fra la presa (oggi visibile dell'area di rispetto dell'acquedotto monumentale, nella frazione di Guamo) e il tempietto cisterna di San Concordio, a pochi metri dalle mura di Lucca. La continuità delle arcate è stata interrotta per la lunghezza di 6 archi per consentire il passaggio della autostrada A11.
A oggi le acque non scorrono più sulle condotte sospese sugli archi ma sono interrate e convogliate al di sotto dell'acquedotto stesso.
I tempietti hanno l'aspetto neoclassico a pianta circolare. Dalla cisterna di San Concordio un condotto sotterraneo in ferro (un progresso notevole per l'epoca) conduce in città fino alla fontana di fianco al Duomo, per circa 7-800 metri, poi alle altre fontane, alcune progettate dallo stesso Nottolini.

L'acquedotto del Nottolini

#### Il Gran progetto
La pianura di Lucca è stata rese abitabile grazie a grandiosi lavori di regimazione delle acque che ebbero origine in epoca romana. Al tempo del Nottolini si pensava di bonificare il Lago di Sesto (conosciuto anche come Lago di Bientina), opera che avrebbe reso necessario intervenire sia sulla riva del lago appartenente al Granducato di Toscana sia sulla riva lucchese. In questo contesto Nottolini elaborò il suo gran progetto, che prevedeva anche la bonifica del lago di Massaciuccoli mediante la deviazione del corso del Serchio, che avrebbe dovuto sboccare in mare più a nord, ricevendo appunto le acque del lago.

#### La Specola di Lucca

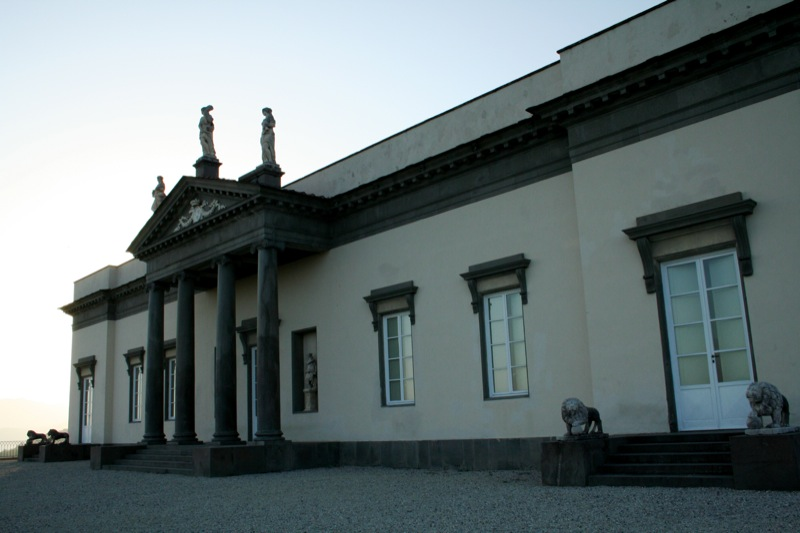
Vista della Specola

La Specola di Lucca è un osservatorio astronomico progettato ed edificato da Nottolini nel 1819. Esso è sito in località San Pancrazio ed era originariamente all'interno del parco della Villa Reale di Marlia. Secondo le idee di Nottolini, a partire da un'ampia piattaforma che si innalzava a valle per quasi cinque metri, la Specola avrebbe dovuto presentare una torre di osservazione, in asse rispetto all'ingresso e al porticato. Ai lati della torre sarebbero dovuti sorgere due ampi saloni per la strumentazione tecnica di misurazione e controllo dei movimenti degli astri e da questi, rispettivamente, due piccole sale e due piccoli ambienti di servizio. I lavori, già in fase avanzata, furono interrotti nel 1824, quando il nuovo Duca Carlo Ludovico decise di sopprimere la cattedra di astronomia fino a quel momento esistente presso l'Università lucchese. Della Specola non fu mai realizzata l'imponente torre di osservazione.

#### Opere minori
Questo è l'elenco degli altri interventi architettonici di Nottolini:
- Copertura dei Fossi, oggi corso Garibaldi a Lucca (1818-20);
- lavori di ampliamento e decorazione del Palazzo Ducale a Lucca (1818-45);
- interventi al Teatro del Giglio a Lucca (1819);
- lavori alla Villa Reale (1819);
- Cappella Orsetti, Lucca (1824)
- Monastero dell'Angelo a Tramonte di Lucca (1827)
- piante e progetti di restauro del palazzo di Bagno alla Villa a Bagni di Lucca (1829 e segg.);
- Casino di Caccia di Carlo Lodovico a Pieve Santo Stefano (1837-1843);
- progettazione dell'Oratorio dell'Annunziata presso Villa Nottolini a Vorno;
- Nuovo palazzo ducale di Viareggio;
- Ponte sulla Fegana;
- Progetto (non realizzato) per la nuova ala meridionale del Palazzo Ducale di Lucca;
- Cancelli di accesso dell'Orto Botanico di Lucca;
- Fontana monumentale di Piazza Antelminelli a Lucca:
- Canale irriguo di Gallicano.

### Ultimi anni e morte
È nota la scarsa propensione di Lorenzo Nottolini a lasciare Lucca, città in cui passò quasi la sua intera esistenza, anche di fronte a proposte di lavoro di grande interesse. Il Duca Carlo Ludovico, figlio e successore di Maria Luisa, gli ordinò però di recarsi in Germania e soprattutto in Gran Bretagna dove studiò la nuova tecnica dei ponti sospesi con tensori in ferro. Frutto di questo viaggio è il progetto del Ponte delle Catene a Fornoli (Bagni di Lucca), tra i primi in Italia. Nel 1847 il duca Carlo Ludovico di Borbone abdicò e il Ducato di Lucca fu annesso dalla Toscana. Nottolini rifiutò le proposte di lavoro che gli vennero dal governo granducale. Morì nel 1851.